# Шетский сельский округ
Шетский сельский округ (каз. Шет ауылдық округі) — административная единица в составе Шетского района Карагандинской области Казахстана. Округ дал название всему району. Административный центр — село Унрек.
Население — 968 человек (2009; 1525 в 1999, 2718 у 1989).
Известный местный деятель - Тохмедиев Тлеубай, во времена развала активно помогал нашему посёлку,  бесплатно чистил улицы от снега, каждый год за свой счет проводил противопотопные мероприятий, спасал односелчан как скорая помощь 

## Состав
В состав округа входят следующие населенные пункты:
| Населенный пункт | Население, человек (1989) | Население, человек (1999) | Население, человек (2009) |
| ---------------- | ------------------------- | ------------------------- | ------------------------- |
| Карамыс, село    | 471                       | 289                       | 209                       |
| Куттыбай, село   | 323                       | 221                       | 74                        |
| Тумсык, село     | 290                       | 162                       | 144                       |
| Унрек, село      | 1634                      | 853                       | 541                       |

### Зимовки
- с.Унрек
  1. кр.хоз Акбереке
  2. кр.хоз Береке[3]

## Акимы
1. Беркимбаев Темирхан Жаркенович 2012-2022
2. Танатбай Бектас Мухамбетулы